# Клобуцк
Клобуцк (пол. Kłobuck) — город в Польше, входит в Силезское воеводство, Клобуцкий повят. Имеет статус городско-сельской гмины. Занимает площадь 47,53 км². Население — 13 254 человека (на 2004 год).

## История
- По 1793 год город входил в состав Речи Посполитой (Малопольская провинция — Краковское воеводство).
- В 1793 года после второго раздела перешёл к Пруссии.
- В 1807—1815 город вошёл в Варшавское герцогство.
- В 1815—1918 — в составе Царства Польского (Петроковская губерния).
- В 1918 года после первой мировой войны отошёл к Польской Республике.
- В 1919—1950 — в Келецком воеводстве.
- В 1950—1975 — в Катовицком воеводстве[1].
- В 1975—1998 — в Ченстоховском воеводстве.
- 1 января 1999 года вошёл в Силезское воеводство.

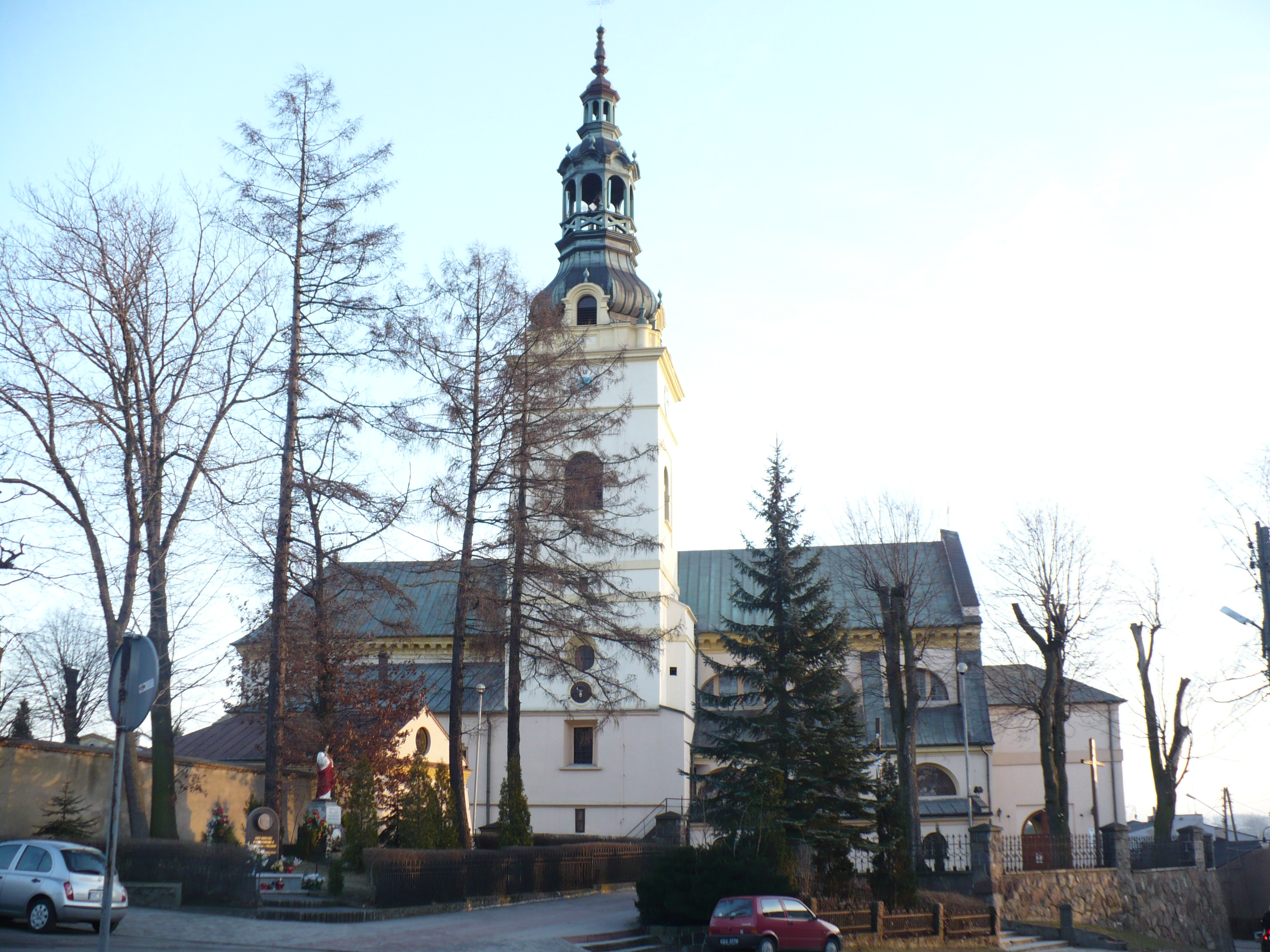
Костёл

## Города-побратимы
- Коростень, Украина (2004)
- Мостиска, Украина
- Штурово, Словакия (2007)